# Acetyl-α-methylfentanyl
Acetyl-α-methylfentanyl (auch: Acetyl-alpha-methylfentanyl) ist ein synthetisches Opioid-Analgetikum und ein Analogon zu Fentanyl bzw. α-Methylfentanyl.

## Darstellung
Acetyl-α-methylfentanyl wird auf dem gleichen Weg synthetisiert wie α-Methylfentanyl, jedoch unter Verwendung des vergleichsweise einfach verfügbaren Essigsäureanhydrids anstelle von Propionsäureanhydrid.

## Wirkungen
Acetyl-α-methylfentanyl hat ähnliche Wirkungen und Nebenwirkungen wie Fentanyl. Es wirkt dabei etwa zehnmal so stark wie Morphin. Acetyl-α-methylfentanyl wird daher analog zu Fentanyl illegal als Opioid konsumiert. Der Konsum zu Rauschzwecken wurde erstmals 1984 in Kalifornien berichtet.

## Rechtsstatus
Acetyl-α-methylfentanyl wurde in den frühen 1980er-Jahren in den USA kurzzeitig auf dem Schwarzmarkt verkauft, bis es durch den Federal Analogue Act von 1986 in die Liste der kontrollierten Substanzen aufgenommen wurde. Mit diesem Gesetz wurde zum ersten Mal versucht, ganze Familien von Wirkstoffen auf Grund ihrer chemischen Ähnlichkeit gesetzlich zu steuern, anstatt wie bisher jeden Wirkstoff einzeln.
Acetyl-α-methylfentanyl ist in Deutschland in der Anlage I zum Betäubungsmittelgesetz als nicht verkehrsfähiges Betäubungsmittel aufgeführt und darf nicht verschrieben werden.